# Libor Hudáček
Libor Hudáček (* 7. září 1990 Levoča, Československo) je slovenský lední hokejista.

## Kluby podle sezon
- 2005–2006 HK Spišská Nová Ves U18
- 2006–2007 HK Spišská Nová Ves U18, HK Spišská Nová Ves U20
- 2007–2008 HK Spišská Nová Ves U20
- 2008–2009 HK Spišská Nová Ves U20
- 2009–2010 HC Slovan Bratislava
- 2010–2011 HC Slovan Bratislava
- 2011–2012 HC Slovan Bratislava
- 2012–2013 HC Slovan Bratislava (KHL)
- 2013–2014 HC Slovan Bratislava (KHL)
- 2014–2015 HC Slovan Bratislava (KHL), HC 05 Banská Bystrica
- 2015–2016 Örebro HK
- 2016–2017 Örebro HK
- 2017–2018 Örebro HK
- 2018–2019 Bílí Tygři Liberec (ELH)
- 2019–2020 Bílí Tygři Liberec (ELH)
- 2020–2021 Lausanne HC
- 2021–2022 CHK Neftěchimik Nižněkamsk, HK Dinamo Minsk
- 2022–2023 HC Oceláři Třinec (ELH)
- 2023–2024 HC Oceláři Třinec (ELH)
- 2024/2025 HC Oceláři Třinec ELH
- 2025/2026 HC Oceláři Třinec ELH

## Reprezentace
Statistiky reprezentace na Mistrovstvích světa a Olympijských hrách:
| Turnaj        | Místo konání                             | Z  | G | A  | B  | Umístění         | Soupisky          |
| ------------- | ---------------------------------------- | -- | - | -- | -- | ---------------- | ----------------- |
| MS 2012       | Finsko a Švédsko (Helsinky, Stockholm)   | 10 | 2 | 3  | 5  | Stříbrná medaile | Soupiska MS 2012  |
| MS 2013       | Švédsko a Finsko (Stockholm, Helsinky)   | 8  | 1 | 2  | 3  | 8. místo         | Soupiska MS 2013  |
| MS 2015       | Česko (Praha, Ostrava)                   | 7  | 0 | 5  | 5  | 9. místo         | Soupiska MS 2015  |
| MS 2016       | Rusko (Moskva, Petrohrad)                | 7  | 1 | 2  | 3  | 9. místo         | Soupiska MS 2016  |
| MS 2017       | Německo Francie (Kolín nad Rýnem, Paříž) | 7  | 2 | 1  | 3  | 14. místo        | Soupiska MS 2017  |
| MS 2019       | Slovensko (Bratislava, Košice)           | 5  | 2 | 0  | 2  | 9. místo         | Soupiska MS 2019  |
| ZOH 2022      | Čína (Peking)                            | 7  | 1 | 2  | 3  | Bronzová medaile | Soupiska ZOH 2022 |
| MS 2023       | Lotyšsko (Riga) a Finsko (Tampere)       | 7  | 0 | 1  | 1  | 9. místo         | Soupiska MS 2023  |
| Celkem na MS  |                                          | 51 | 8 | 14 | 22 |                  |                   |
| Celkem na ZOH |                                          | 7  | 1 | 2  | 3  |                  |                   |